# Akutfasprotein
Akutfasprotein är protein som produceras från levern som svar på inflammatoriska stimuli genom cytokiner, till exempel interleukin 1 (IL-1), IL-6, och tumörnekrotisk faktor alfa (TNF-α).
Kroppen kan bilda autoantikroppar mot akutfasproteiner, vilket ibland kan iakttagas vid vissa systemiska autoimmuna sjukdomar.

## Positiva akutfasprotein
Positiva akutfasproteiner ökar i mängd vid inflammation. Exempelvis:
- Alfa 1-antichymotrypsin
- Alfa 1-antitrypsin
- Alfa 2-makroglobulin
- C-reaktivt protein
- Ceruloplasmin
- Ferritin
- Fibrinogen
- C3 (komplementsystemet)
- Haptoglobin
- Hemopexin
- Hepcidin
- Orosomukoid
- Serum amyloid A
- Serum Amyloid P

## Negativa akutfasprotein
Negativa akutfasproteiner minskar i mängd vid inflammation. Dessa inkluderar bl.a.:
- Albumin
- Transferrin
- Transtyretin
- Haptocorin